# Ludovico Serristori
Ludovico Serristori (* 1600 in Florenz; † August 1656) war ein italienischer Geistlicher und Bischof von Cortona.

## Leben
Er erwarb einen Doktorgrad in den Rechten. Nachdem er am 29. Mai 1630 von Papst Urban VIII. zum Inquisitor in Malta bestellt worden war, erreichte er die Inseln im Oktober desselben Jahres. Er folgte genauestens allen Vorgaben aus Rom. Bedeutsam wurde er durch seine Rolle als Apostolischer Delegat. So saß er einem Generalkapitel des Malteserordens vor und leitete das Bistum Malta, nachdem Bischof Baldassarre Cagliares für amtsunfähig erklärt worden war. Ende 1631 verließ er Malta und wurde bald darauf Konsultor der Römische Inquisition. Die Priesterweihe empfing Ludovico Serristori am 19. März 1633. Er beaufsichtigte die päpstliche Armee in Ferrara.
Am 25. September 1634 wurde er zum Bischof von Cortona ernannt, dieses Amt hatte er bis zu seinem Tode im August 1656 inne.